# Supermasivna crna rupa
Supermasivne crne rupe su vrsta crnih rupa koje su izrazito velike u promjeru i izrazito teške. Ta vrsta predstavljaja najveće i najmasivnije astronomske objekte koje postoje u svemiru. Procjene govore da se njihova masa kreće između sto tisuća i milijardu sunčevih masa. Većina odnosno najvjerojatnije sve galaksije u svemiru, uključujući i našu galaksiju Mliječnu stazu
 (Strijelac A*),
sadrže supermasivnu crnu rupu u svom središtu.

## Svojstva supermasivne crne rupe
Prema Einsteinovoj općoj teoriji relativnosti svako tijelo s masom zakrivljuje prostorvrijeme. Kod supermasivnih crnih rupa dolazi do izrazitog deformiranja i zakrivljenja prostora i vremena pa su to mjesta iz kojih nikakva tvar pa čak ni svjetlost ne može pobjeći. 
Najvažnija svojstva supermasivne crne rupe su masa, rotacija, naboj,  Schwarzschildov polumjer, horizont događaja i singularnost.
| Vrsta                    | Masa            | Veličina       |
| ------------------------ | --------------- | -------------- |
| supermasivna crna rupa   | ~105–109 MSunce | ~0,001–10 AJ   |
| srednjemasivna crna rupa | ~103 MSunce     | ~103 km        |
| zvjezdana crna rupa      | ~10 MSunce      | ~30 km         |
| mikro crna rupa          | do oko ~MMjesec | do oko ~0,1 mm |

### Masa
Supermasivne crne rupe su vrsta crnih rupa koje imaju masu između sto tisuća i milijardu sunčevih masa. Prema tome se uvelike razlikuju od zvjezdanih crnih rupa
koje nastaju kolapsom zvijezda, a njihova masa doseže tek do oko 33 sunčevih masa. Trenutno postoji postoji velika praznina u promatranoj distribuciji masa crnih rupa pa bi se između tih dvaju ekstrema trebale nalaziti pretpostavljene srednjemasivne crne rupe koje nastaju u sada nepoznatim procesima. Neki podaci govore o tome da 

opaženi ultrajaki izvori X zračenja (eng. ULXs) mogu biti crne rupe srednjih masa.

### Gustoća supermasivne crne rupe
Supermasivne crne rupe posjeduju svojstva po kojima ih možemo razlikovati od crnih rupa manjih masa. Prosječnu gustoću supermasivne crne rupe predstavlja omjer mase crne rupe i volumena unutar njezinog Schwarzschildova polumjera. Sferično tijelo kod crne rupe koja ne rotira predstavlja horizont događaja, a volumen tog sferičnog tijela je proporcionalan s kubom polumjera. Volumen je s druge strane obrnuto proporcionalna s gustoćom. Kako je Schwarzschildov polumjer crne rupe također proporcionalan s masom, iz toga proizilazi da je gustoća obrnuto proporcionalna s kvadratom mase crne rupe. Prema tome, što su crne rupe masivnije to je manja njihova prosječna gustoća.Tako neke crne rupe mogu imati gustoću i mnogo manju od gustoće vode. Takvu gustoću imaju crne rupe sa 100 milijuna sunčevih masa.

### Horizont događaja
Kao i kod drugih crnih rupa, supermasivne crne rupe također u prostoru omeđuje zamišljena ploha odnosno sfera koja se naziva horizont događaja.  Njegov položaj je određen Schwarzschildovim polumjerom koji je proporcionalan masi crne rupe. Singularnost se nalazi u središtu same crne rupe. Kod ove vrste, horizont događaja može biti višestruko veći od promjera Sunca.

### Zračenje
Iako usisavaju svu svjetlost u svojoj blizini, mogu se promatrati zbog zračenja materijala koji u nju upada. Zračenje iz okoline supermasivne crne rupe ovisi o masi crne rupe, udaljenosti na kojoj se stvara zarčenje i akrecijskoj brzini pada mase u crnu rupu. Zračenje proizvode jaka magnetska polja zbog gibanja nabijenih čestica relativističkim brzinama u spiralnoj putanji. Zračenje ogromnih količina energije se nalazi na svim valnim duljinama elektromagnetskog spektra.
Za crne rupe se pretpostvalja da su izvor Hawkingovog zračenja. Pri tome dolazi do stvaranja parova virtualnih čestica, a ako se taj par nalazi tik u Schwarzschildov polumjer jedna uleti u crnu rupu, a druga u okolni prostor. To zračenje još nije detektirano, a kod supermasivnih crnih rupa ono bi se još teže moglo otkriti s obzirom na to da one na svom horizontu događaja stvaraju manju gravitacijsku silu pa bi i to zračenje bilo slabije.

### Plimna sila crne rupe
Plimna sila u blizini horizonta događaja je značajno slabija u supermasivnih crnih rupa jer je središnja singularnost vrlo daleko od horizonta događaja. Moglo bi se pretpostaviti da potencijalni astronaut putujući prema središtu crne rupe ne bi osjetio efekt vrlo jake plimne sile koja bi ga izdužila sve dok ne bi upao vrlo duboko u crnu rupu.

## Nastanak
Postoje mnogi modeli i hipoteze oblikovanja crnih rupa izrazito velike mase. Kad se crna rupa ogromne mase smjestu u centru određene galaksije ona povećava svoju masu ili prikupljanjem (akrecijom) tvari ili spajanjem s drugom crnom rupom. Pri oblikovanju supermasivnih crnih rupa sva tvar se mora sakupiti u razmjerno mali volumen. Pri tome ta tvar mora imati malu kutnu količinu gibanja jer se procesom akrecije nešto materijala pomiče prema van zbog kutne količine gibanja što objašnjava nastanak akrecijskog diska, ali i ograničava rast crne rupe.  
Prvi model pokazuje da supermasivna crna rupa nastaje od crne rupe mase od 10 do 100 sunčevih masa koja je stvorena nakon eksplozije masivnije zvijezde i nakon toga povećava svoju masu prikupljanjem (akrecijom) materije.
Drugi model nastanka supermasivne crne rupe pokazuje da crna rupa nastaje direktno u jezgri pragalaksije. Crna rupa na taj način potječe iz velikog plinovitog oblaka koji se sve više sažima u određenu kvazi-zvijezdu, a potom u crnu rupu čija je masa oko 20 puta veća od Sunca. Ta kvazi-zvijezda postaje nestabilna zbog radijalnih perturbacija (otklona) nastalih proizvodnjom parova elektrona i pozitrona u njezinoj jezgri pri čemu se ona sama izravno sažima u crnu rupu bez eksplozije supernove kojom bi inače izgubila veliku većinu svoje mase. Ona potom procesom akrecije prikuplja tvar te relativno brzo postaje crna rupa intermedijarne mase ili supermasivna crna rupa ako proces akrecije nije usporio kod viših masa. 
Treći model nastanka crne rupe se pojavljuje u gustim zvjezdanim skupovima u kojima dolazi do kolapsa jezgre skupa zbog toga što negativni toplinski kapacitet sustava omogućuje da se dispezija brzina u samoj jezgri primakne sve do relativističkih brzina. 
Četvrti model pokazuje da su supermasivne crne rupe mogle nastati neposredno nakon velikog praska zbog visokog vanjskog tlaka, a nazivaju se i primordijalne crne rupe.

## Aktivne galaktičke jezgre
Mnoge supermasivne crne rupe su u biti aktivne pri čemu procesom akrecije prikupljaju tvar oko sebe pri čemu dolazi do nastajanja akrecijskog diska koji oko nje rotira. U supermasivnih crnih rupa veličina akrecijskog diska može doseći i veličinu plutonove orbite. Takve galaksije predstavljaju aktivne galaksije, a u njih svrstavamo objekte kao što su kvazari, blazari, Seyfertove galaksije i radiogalaksije. 
Stoga, model aktivne galaktičke jezgre u središnjem području galaksije predstavlja supermasivna crna rupa koja raste aktivnim priljevom tvari iz akrecijskog diska i čini pogon aktivne galaksije. Dio ionizirane tvari pada u crnu rupu, a dio ubrzava do ultrarelativističkih brzina te se izbacuje u obliku mlaza na polovima crne rupe. Dva nasuprotna mlaza nabijenih čestica izlaze iz središta galaksije, simetrično s obje strane diska i okomito na sam disk. 
Na većim udaljenostima od crne rupe, gdje je temperatura manja i gdje prašina može postojati u krutom obliku, se nalazi torus plina i prašine. 
S obzirom na to da su aktivne galaksije vrlo udaljene čija se udaljenost procjenjuje na pola milijarde do više milijardi svjetlosnih godina, smatra se da aktivnost jezgri potječe iz rane faze razvoja galaksija. Mliječna staza i galaksije u našoj relativnoj blizini, iako nisu aktivne, imaju u svom središtu supermasivnu crnu rupu, ali se vjeruje da su i one bile aktivne u dalekoj prošlosti.

### Doplerska mjerenja
Neposredna doplerska mjerenja vodenog masera koji okružuje aktivnu galaktičku jezgru obližnjih galaksija su pokazala vrlo brza gibanja koja su moguća samo ako se u središtu nalazi visoka konecentracija tvari. Jedini poznati objekti koji bi mogli zbiti veliku količinu tvari u tako mali prostor su crne rupe ili objekti koji će eventualno evoluirati u crnu rupu u astrofizički kratkom periodu. 
Kod aktivnih galaksija koje su izrazito daleko istražuju se širine spektralnih linija plinova koji kruže blizu horizonta događaja. Tehnikom reverberacijskog mapiranja, koja u svom izračunu koristi varijabilnosti u spektralnim linijama, se mogu izmjeriti masa, a najvjerojatnije i spin crne rupe. Te supermasivne crne rupe predstavljaju pogon aktivnih galaksija u koje ubrajamo kvazare i Seyfertove galaksije.

## Pronalazak supermasivnih crnih rupa
Supermasivne crne rupe se najčešće viđaju u središtima spiralnih galaksija. Promatranja su pokazala da se nalaze i eliptičnim galaksijam, vjerojatno i izvan središta galaksija pa čak i u zvjezdanim jatima. Nepravilne galaksije vjerojatno nastaju sudarima dviju galaksija pri čemu dolazi do aktiviranja neaktivnih crnih rupa u jezgrama, stvaranja binarnih sustava dviju supermasivnih crnih rupa te čak i do njihovog spajanja u još veću supermasivnu crnu rupu.

### Supermasivna crna rupa u središtu Mliječne staze
Astronomi pouzdano pretpostavljaju da se u središtu naše galaksije Kumovske slame (Mliječne staze) nalazi supermasivna crna rupa udaljena od Sunčeva sustava 26.000 svjetlosnih godina u regiji koja se zove Strijelac A*.
Jedan od dokaza za to je i zvijezda S2 koja prati eliptičnu orbitu s orbitalnim periodom od 15,2 godine s pericentrom (najbliža udaljenost) koji je od središnjeg objekta udaljen 17 svjetlosnih godina(1,8 × 1013} ili 120 AU) 
Iz gibanja zvijezde S2 možemo procijeniti masu središnjeg objekta na 4,1 milijuna sunčevih masa.

Polumjer središnjeg objekta mora biti značajnije manje od 17 svjetlosnih sati jer bi se zvijezda S2 s druge strane sudarila s crnom rupom ili bi bila smrvljena zbog plimnih sila. Nedavna promatranja 
 
ukazuju da polumjer nije veći od 6,25 svjetlosnih sati što je u usporedbi s polumjerom Uranove orbite.
Prema tome, samo je crna rupa dovoljno gusta da u tom volumenu prostora sadrži 4.1 milijuna sunčevih masa. Max Planckov Institut za izvanzemaljsku fiziku i UCLA-in Galactic Center Group su iznijeli najjači dokaz da je Strijelac A* mjesto gdje se nalazi supermasivna crna rupa
 
koji se temelji na dobivenim podacima iz Europskog južnog opservatorija (ESO)
 
i Keckovog teleskopa.
 
Naša galaktička središnja crna rupa ima masu od 4oko 4,1 milijuna sunečvih masa 
ili oko 8,2 × 1036 kg.

### Supermasivne crne rupe izvan Mliječne staze
Danas je opće prihvaćeno da skoro svaka galaksija sadrži supermasivnu crnu rupu u svom središtu.

Opažena je povezanost mase crne rupe i disperzije brzina u galaktičkom ispupčenju, nazvana M-sigma omjer, 
koji značajno upućuje na vezu između oblikovanja crne rupe i same galaksije.
  
Trenutno za tu povezanost nema objašnjenja. Vjeruje se da su crne rupe i njihove galaksije nastale zajedno 300-800 milijuna godina nakon velikog praska pri čemu su galaksije prošle fazu kvazara, ali se ne zna da li su crne rupe uzrokovale nastanak galaksija ili obrnuto. Nepoznata priroda tamne tvari je ključna varijabla u svim modelima.

Obližnja galaksija Andromeda udaljena od naše galaksije 2.5 milijuna svjetlosnih godina sadrži središnju crnu rupu od (1,1–2,3) × 108 sunčevih masa koja je značajnije masivnija. 
Najveća supermasivna crna rupa u blizini Mliječne staze je crna rupa u središtu galaksije M87 koja teži (6,4 ± 0,5) × 109 sunčevih masa i od nas je udaljena 53,5 milijuna svjetlosnih godina.
Neke galaksije kao što je Galaksija 0402+379 imaju dvije supermasivne crne rupe u svom središtu što u biti predstavlja binarni sustav dviju crnih rupa. Ako se eventualno sudare izazvale bi jake gravitacijske valove. Vjeruje se da su binarne supermasivne crne rupe nastale sudarom dviju galaksija i njihovim spajanjem u jednu.
Trenutno najveća otkrivena supermasivna crna rupa je crna rupa u galaksiji NGC 4889 čija masa iznosi procjenjenih 21 milijardi sunčevih masa. Druga po veličini supermasivna crna rupa je crna rupa u binarnom paru u središtu galaksije OJ 287 koja je od naše galaksije udaljena 3,5 milijardi svjetlosnih godina, a njena masa je procjenjana na 18 milijardi sunčevih masa.
Supermasivna crna rupa se nalazi i u patuljastoj galaksiji Henize 2-10 koja nema središnjeg ispupčenja. Važnost ovog otkrića na oblikovanje crne rupe je nepoznat, ali može značiti da se crne rupe formiraju prije nego što se formira samo ispupčenje.
Promatranjem je uočeno iznenadno X zračenje za koje se pretpostavlja da ga uzrokuje supermasivna crna rupa koja guta obližnju zvijezdu srednje veličine nakon što je satelit Swift otktrio veliki izbačaj gama zračenja u dalekoj galaksiji na mjestu Swift J164449.3+573451.